# Saba Battery
Maillots
Le Saba Battery est un club iranien de basket-ball évoluant au plus haut niveau du championnat iranien. Le club est basé dans la ville de Téhéran.

## Palmarès
- Champion d'Iran : 2004, 2006, 2008
- Champion d'Asie : 2007, 2008

## Joueurs célèbres ou marquants
- Makan Dioumassi